# Agrenia bidenticulata
Agrenia bidenticulata är en urinsektsart som först beskrevs av Tycho Fredrik Hugo Tullberg 1876.  Agrenia bidenticulata ingår i släktet Agrenia, och familjen Isotomidae. Arten är reproducerande i Sverige.